# Kagiso Lediga
Kagiso Lediga es un comediante, actor y director sudafricano de la etnia tsuana. Es el creador y productor ejecutivo del drama policiaco Queen Sono, previsto para estrenarse en Netflix en 2020. Lediga ha guionizado y dirigido notables comedias televisivas que incluyen el clásico de culto The Pure Monate Show, Late Nite News with Loyiso Gola y Bantu Hour. Ha interpretado papeles protagonistas en las películas Bunny Chow, Wonder Boy for President y Catching Feelings.

## Carrera
En 2017, Lediga coprodujo, dirigió y protagonizó la película dramática romántica Catching Feelings . El 10 de diciembre de 2018, Lediga fue anunciada como el creador y  productor ejecutivo de la serie dramática de crimen de Netflix , Queen Sono.

## Filmografía

### Cine
| Año  | Título            | Género | Papel       | Notas                     |
| ---- | ----------------- | ------ | ----------- | ------------------------- |
| 2013 | Mary and Martha   | Drama  | Kumi        |                           |
| 2017 | Catching Feelings | Drama  | Max Matsane | Actor, Director, Escritor |
| 2017 | Wizard            | Drama  |             | Director                  |

### Televisión
| Año  | Título            | Género         | Papel               | Notas           |
| ---- | ----------------- | -------------- | ------------------- | --------------- |
| 1997 | The Phat Joe Show |                |                     |                 |
| 2004 | Pure Monate Show  |                | Actor               |                 |
| 2015 | Bantu Hour        |                | Presentador, actor  |                 |
| 2020 | Queen Sono        | Drama criminal | Productor ejecutivo | Próximas series |

## Premios
| Año  | Asociación                                | Categoría                                           | Trabajo nominado                | Resultado | Ref.  |
| ---- | ----------------------------------------- | --------------------------------------------------- | ------------------------------- | --------- | ----- |
| 2014 | Premios sudafricanos de cine y televisión | Mejor director de comedia televisiva                | Late Nite News with Loyiso Gola | Nominado  | [ 8 ] |
| 2014 | Premios sudafricanos de cine y televisión | Mejor equipo de escritura de una comedia televisiva | Late Nite News with Loyiso Gola | Nominado  | [ 8 ] |
| 2015 | Premios sudafricanos de cine y televisión | Mejor logro en escritura de guiones -TV comedia     | Late Nite News with Loyiso Gola | Nominado  | [ 9 ] |
| 2015 | Premios sudafricanos de cine y televisión | Mejor logro en dirección - Comedia de TV            | Late Nite News with Loyiso Gola | Nominado  | [ 9 ] |